# Jørgen Sehested
 Der er flere personer med dette navn, se Jørgen Sehested (omkring 1570).
Jørgen Sehested (født 2. april 1885 i København, død 16. februar 1977) var en dansk godsejer og nazist.

## Godsejer
Han ejede fra 1924 indtil lensafløsningen i 1930 Stamhuset Broholm bestående af 3 hovedgårde; sædegården Broholm samt avlsgårdene Tangegård og Bjergeskovgård.
Herefter havde han fra 1930 til hans død i 1977, fortsat ejerskab over Broholm samt Tangegård og Bjergeskovgård som han ejede fra 1930-1958.
Tangegård samt Bjergeskovgård blev i 1927 livsvarigt forpagtet ud til Jørgen Sehesteds kusine Helga Sehested. I forbindelse med retsopgøret efter 2. Verdenskrig blev begge i 1951 statsligt konfiskeret. Grundet Helga Sehesteds livslange forpagtning, blev konfiskationen dog ikke effektueret før ved hendes død i 1958.
Bjergeskovgård og Tangegård blev i 1996 købt tilbage i slægtens eje af Jørgen Sehesteds barnebarn Cathrine Sophie Larsen. Tangegård blev I 2010 afhændet, men Broholm samt Bjergeskovgård er fortsat i slægtens eje.

## Familie
Jørgen Sehested var søn af godsejer og forhenværende minister Knud Sehested (1850-1909) og hustru Ellen Sophie Magdalene, født Bech (1859-1941).
I 1921 blev Jørgen Sehested i Stockholm gift med svenske Inga Frisk, med hvem han fik to døtre - Birgitte (født 1922) og Mette (født 1926). Ægteparret blev skilt i 1934. Sehested opretholdt kontakten til sine to døtre.

## Uddannelse og virksomhed
Han blev student 1902 fra Østersøgades Gymnasium og cand. jur. 1907.
Samme år blev han by- og herredsfuldmægtig i Thisted, hvorefter han i 1908 studerede i Heidelberg og var volontør i Udenrigsministeriet i Paris i 1909. Fra 1912 til 1917 var han ansat i Justitsministeriet.
I sin ungdom blev han optaget af skovbrug, hvilket førte ham til Rusland, hvor han i 1917 blev direktør for en stor russisk skovkoncern (Det udenlandske Skovindustriselskab), der indbefattede store skovområder, savværker og træindustrier, hvorfra der eksporteredes træ og træprodukter til store dele af verden. Han overtog i 1924 godset og stamhuset Broholm efter sin farbroder Hannibal Sehested. På godset indførte han bl.a. træsorten japansk lærk. 1925-37 ejede Sehested også Klelund Plantage og var 1941-54 medejer af skovgodset Addithus. Jørgen Sehested var desuden den sidste af Broholms ejere, der havde patronatsret til Gudme og Brudager Kirker. Gudme Kirke overgik til selveje 1936.
Allerede tidligt demonstrerede Sehested organisatorisk talent. Fra 1926 til 1933 sad han således som formand for Majoratsforeningen og modtog stor anerkendelse for sit enorme arbejde med hensyn til forbedring af landbrugets afsætningsmuligheder. Dette arbejde bragte ham i kontakt med Landbrugernes Sammenslutning, der var dannet i 1930. Senere gav han sin støtte til Bondepartiet, der var dannet 1934.

## Besættelsestiden
Efter besættelsen meldte Sehested sig den 7. juni 1940 ind i det danske nazistparti, DNSAP.
Blandt en lang række af partikammerater fra forskellige erhverv udtalte han i december 1942 til partiavisen Fædrelandet bl.a. følgende om sin motivation for at tilslutte sig DNSAP: "Jeg tror, at Danmark under Nationalsocialismen kan gaa en ny Storhedstid i Møde. Det er Frits Clausens uvisnelige Fortjeneste at have erindret det danske Folk om Samhørigheden med vor Fortid - at have vist os Nutidens Problemer og Fremtidens Opgaver i logisk Sammenhæng med Racen og Fædrenes Bedrifter. Derfor har den danske National-Socialisme kunnet opbygges paa et helt dansk Grundlag; derfor er vor Politik saa meget mere mandig og selvstændig end Samlingsregeringens, og giver Folket helt andre Garantier for Genoprettelse af Landets Selvstændighed. Samtidig har Frits Clausen vist os vor naturlige Plads mellem de stammebeslægtede Folk - mellem Norden og Tyskland - som et Samarbejde om bestemte historisk givne Opgaver, der kun kan løses gennem Nordfolkenes fælles Indsats - først fælles Forsvar mod den asiatiske Fare og dernæst Ekspansion mod Øst i Samarbejde mellem Nordens Folk. Partiets Indsats for Dannelsen af Frikorpset er et af de faa Lyspunkter siden den 9. April. Det var et paa racemæssig Forstaaelse bygget frit Samarbejde om bestemte opgaver, der førte Vikingeflaaderne over Havet til Opbygning af nye nordiske Riger. Paa samme Maade kaldes der nu paa vort Initiativ i Rusland. Naar Tyskerne i dag maa føre an, er det som en Følge af dets uhyre Kampkraft og Organisationsevne, men vi har ogsaa en Plads i Orkestret, naar vi engang har fundet os selv."
Et resultat af hans virke var et samarbejde mellem Landbrugernes Sammenslutning, Bondepartiet og DNSAP, proklameret 17. juni 1940, som dog ikke antog større omfang. Allerede i løbet af de første måneder af den tyske besættelse søgte han på Broholm-mødet at få fjernet den danske samlingsregering og arbejdede for at indsætte en nazistisk regering med LS-lederen, Knud Bach, som ny statsminister. Forsøget mislykkedes dog, og resten af besættelsestiden blev Sehested betragtet med mistro fra den danske regering.
Han blev i det første besættelsesår anset som farlig for det danske folkestyre og landets fremtid, og han stod i direkte kontakt med SS-lederen Reinhard Heydrich. Efter at Heydrich blev dræbt ved et attentat i 1942, flyttede enkefru Heydrich en overgang til Broholm. Også andre prominente tyskere blev under besættelsen modtaget til rekreative gæsteophold på Broholm.

## Retsopgøret efter besættelsen
Allerede dagen efter befrielsen – den 6. maj 1945 – blev Sehested arresteret. Han havde da stort set holdt sig fra politisk aktivitet siden slutningen af 1940.
Under retsopgøret blev Sehested ved anklageskrift af 14. december 1946 som det centrale punkt tiltalt for overtrædelse af straffelovens § 99, hvorefter der ifaldes straf med fængsel indtil på livstid for at virke for, at den danske stats bestemmelsesfrihed ved udenlandsk bistand krænkes. Andre anklager gik ud på, at han gennem henvendelse til tyske myndigheder uden om rette dansk myndighed havde søgt at opnå enten direkte private fordele eller særlige fordele for landbrugserhvervet, først og fremmest gennem opnåelse af højere eksportpriser eller andre forbedrede vilkår. Endvidere nedlagde anklagemyndigheden påstand om konfiskation af hans formue.
Den retspsykiatriske undersøgelse af Sehesteds mentale tilstand konkluderede, at han var: ”… konstitutionel Psykopat i middelsvær Grad af den selvhævdende, hyperthyme (sygeligt opstemte) Type, noget stemningslabil og neurastenisk (fysisk og psykisk træt), præget af katathyme (særligt psykologisk følsomme) Komplekser og med stærk Overkompensation af en udtalt Underlødighedsfølelse.”, men at han ikke kunne anses for uegnet til straf.
Ved Københavns Byrets dom af 12. juli 1947 blev han idømt 12 års fængsel, ligesom to tredjedele af hans formue blev konfiskeret under hensyn til den landsskadelige virksomheds art og omfang og hans stilling i samfundet, alder, opdragelse og erfaring. Byretsdommen blev af både Sehested og anklagemyndigheden anket til Østre Landsret. I præmisserne til landsrettens dom af 8. april 1948 tilsluttede landsretten sig byrettens opfattelse af, at en væsentlig del af bevismaterialet i sagen bestod af breve, beretninger, dagbogsoptegnelser og lignende dokumenter udfærdiget af tiltalte selv. På grundlag af mentalerklæringen samt vidneudsagn fra medtiltalte og fra Sehested selv konstaterede landsretten i den forbindelse, at Sehested havde for vane at sende genparter af sine breve til andre end adressaten, at han undertiden afsendte genparten uden at sende originalen, at han jævnligt udtalte sig i strid med virkeligheden, når det tjente hans formål, at der altid var teater og propaganda i hans breve, at han i det hele ofte pustede sig op for at gøre indtryk på adressaten, at hans breve og optegnelser jævnligt indeholdt overdrivelser og fordrejninger, sammenblandede, hvad der var passeret ved én lejlighed, med hvad der var talt om ved andre lejligheder, sammenblandede egne tanker med kendsgerninger, lod indfald og tanker fremtræde som fælles planer, omtalte drøftelser som vedtagelser osv. Under disse omstændigheder udviste landsretten forsigtighed med at tillægge Sehesteds mange breve og aktstykker afgørende bevisværdi. Ved landsrettens dom nedsattes straffen til 8 års fængsel, medens konfiskationen blev nedsat til halvdelen – 70.000 kr. – af hans formue, der af landsretten var opgjort til 140.000 kr. Retsgrundlaget for domfældelsen var i de fleste forhold § 13 i straffelovstillægget, der fastsatte fængselsstraf for "Den, der er trådt i forbindelse med besættelsesmagten eller nogen dermed samarbejdende organisation eller person for at formå de tyske myndigheder til indskriden over for den danske regering eller andre danske myndigheder, eller som er trådt i forhandling med besættelsesmagten om interesser, hvis varetagelse henhørte under de danske myndigheder ...". Sagen blev med tilladelse fra Justitsministeriet indbragt af både Sehested og anklagemyndigheden for Højesteret, der den 28. juni 1949 stadfæstede den af landsretten fastsatte straf på fængsel i 8 år og – uden opgørelse af formuen – fastsatte konfiskationen til halvdelen af formuen. Han blev benådet i 1949.
Han blev frataget sin titel som hofjægermester og slettet fra Kraks Blå Bog.

## Efter retsopgøret
I 1973 udgav han bogen Broholm-mødet – og andre erindringer fra besættelsestiden. Af erindringsbogen fremgår det, at Sehested angiveligt havde kontakt med fremtrædende repræsentanter for Nazi-Tyskland, herunder chefen for det tyske Reichsicherheitshauptamt og Gestapo, SS-general Reinhard Heydrich, Det tyske Riges befuldmægtigede i Danmark Cecil von Renthe-Fink og den rigsbefuldmægtigedes højre hånd, SS-brigadefører Paul Kanstein. Sehested begrunder sine interventioner i det første besættelsesår – henvendelse til kong Christian X og forsøg på samling af de tyskvenlige grupper i Danmark – med, at han anså det for sin pligt at handle på en oplysning i starten af maj 1940 fra Renthe-Fink om, at Danmark stod over for ”en dag, der bliver værre end den 9. april”, kombineret med et fortroligt dokument fra Berlin, som han et par dage efter illegalt var kommet i besiddelse af, og hvoraf det fremgik, at der forestod en ændring af de forfatningsmæssige forhold i Danmark (bogens side 90-95). Angiveligt forsøgte han med sin indsats udelukkende at afværge disse planer, som havde støtte hos indflydelsesrige kræfter i Nazi-Tyskland, herunder Martin Bormann, om at afsætte den danske regering og i Danmark at indføre et tysk protektorat eller endog et tysk rigskommissariat som i Norge. Han sammenligner bevæggrunden for sin selvstændige optræden med, at Mogens Fog i et illegalt brev af januar 1943 angiveligt havde givet udtryk for følgende undskyldning for sin selvstændige optræden: ”Gør de ansvarlige ledere det ikke, må de finde sig i, at andre handler udenom.” (bogens side 204). Med hensyn til Broholm-mødet den 16. august 1940 hævder Sehested, at der ikke i hans nærværelse blev talt et ord om regeringsdannelse, herunder forhandlinger om at indsætte Frits Clausen som regeringschef under trussel om tysk militærhjælp og grænseflytning, og at sammenkomsten i enhver henseende var harmløs; der var ifølge Sehested intet sket, som ikke kunne have været overværet af de officielle myndigheder (bogens side 175-177). Ifølge Sehested skrev forhenværende stats- og udenrigsminister Erik Scavenius i 1957 i et personligt svarbrev bl.a. følgende til ham: … De er blevet urimeligt hårdt behandlet, hvad der kun kan forklares ved den psykose, som det danske folk led af i 1945. Deres skæbne er et eksempel på risikoen ved privat udenrigspolitik i oprørte tider … Bedømmelsen bestemmes af udfaldet af krigen, og at indlade sig på privat udenrigspolitik bliver derfor som at spille i lotteriet … (bogens side 150).
Værket "Danmark under Besættelsen" indeholder følgende kommentar: … Sehested (har) selv haft vanskeligt ved at forstaa Forskellen mellem ham og andre, der under besættelsen arbejdede for at faa Regeringen omdannet … Forskellene er dog iøjnefaldende … Det var ikke i sig selv Forræderi at arbejde for at faa en anden Regering under Besættelsen … Det var heller ikke Forræderi at forhandle med Tyskerne … Men det var indlysende, at man var paa den gale Side, naar man ønskede at bruge Tyskerne og deres Indflydelse til at opnaa de politiske og økonomiske Maal, man kæmpede for … 
Historikeren, dr.phil. Aage Trommer finder i sin anmeldelse af erindringsbogen ikke, at Sehested som historieskriver holder det faglige mål for kvalitet. Sehesteds præmisser kan ikke bære de konklusioner, han når frem til, han lader sig nøje med tvivlsomme anden- og tredjehåndsudsagn, han citerer sjusket og unøjagtigt, han læser sammenhænge og meninger ind i kilderne, som de overhovedet ikke giver grundlag for, og han tænker i aflukkede rum ved at gennemføre ét sæt ræsonnementer uden at sætte dem i relation til ræsonnementer, han gennemfører i en anden sammenhæng.
Børge Outze skrev i sin nekrolog om Sehested den 21. februar 1977 i Dagbladet Information afslutningsvis: "I tidligere århundreder ville én som han være blevet henrettet eller landsforvist."
Sehested er begravet på Gudme Kirkegård.